# 900 Rosalinde
900 Rosalinde, asteroid glavnog pojasa. Otkrio ga je Max Wolf, 10. kolovoza 1918.

## Vanjske poveznice
- Minor Planet Center